# 조견 사우
조견 사우(趙狷 祠宇)는 대한민국 충청남도 공주시 우성면 보흥리에 있는 사당이다. 1997년 6월 5일 공주시의 향토문화유적 제8호로 지정되었다.

## 개요
원래 조견을 제향한 사당은 정절사(旌節祠)와 송산사(松山祠)로서, 양주 지역에 있었으나, 후손들이 공주로 이거하면서 사당을 함께 이전한 것으로 전해지고 있다. 이와 함께 1811년(순조 11)에 조견의 손자 조청로(趙淸老)와 그 아들 조영서(趙榮緖) 부자가 계유정난 때 순절한 공으로 받은 청로의 정려 현판도 사우 이건 때 아산 신창에서 옮겨와 보관하다가 1965년 정산에 비만 세운 것으로 전하고 있다. 조견사우는 1943년 중수를 거쳤으며 최근 대대적으로 보수를 하였다.
조견사우가 보수되면서 맞배지붕의 건물 형태는 유지하고 있지만 고식 건물의 형태를 갖추고 있지 않다. 담장은 시멘트 블록으로 쌓았으며, 삼문은 가정집의 철문으로 대신하고 있다.
평양조씨의 후손들이 조견사우를 아산 신창에서 공주에 이거한 후 자신들의 세력을 확대하려 했던 노력이 엿보인다. 또한 당시 우성면 보흥리 지역에서 평양조씨의 위상과 권위를 짐작할 수 있는 중요한 유적으로 여겨진다.

## 같이 보기
- 조견